# Herb kraju związkowego Salzburg
Herb kraju związkowego Salzburg (niem. das Wappen des Landes Salzburg) – jeden z symboli kraju związkowego Salzburga.

## Blazonowanie
Tarcza dwudzielna w słup: w polu pierwszym złotym lew czarny, wspięty, w polu drugim czerwonym pas srebrny. Tarcza zwieńczona mitrą książęcą .

## Podstawa prawna
Zgodnie z artykułem 8 ust. 1 konstytucji Salzburga z 1999 roku Herb kraju związkowego Salzburg jest herbem historycznym.

Das Wappen des Landes Salzburg ist das historische Wappen.
Es besteht aus einem gekrönten gespaltenen Schild: rechts in Gold ein aufrechter nach rechts gewendeter schwarzer Löwe, links in Rot ein silberner Balken .

Zasady używania i wykorzystywania herbu określone są w Salzburger Landeswappengesetz z 1989 roku .

## Historia

### Pochodzenie
Historia herbu sięga XIII wieku, a jego pochodzenie nie jest do końca znane. Według najbardziej rozpowszechnionej teorii herb miałby się wywodzić z pieczęci arcybiskupa Filipa Spanheima, syna księcia Karyntii, w którego herbie znajdowała się czarna pantera w polu srebrnym. Obecnie jednak, zgodnie z teorią dr Friederiki Zaisberger - dyrektor Archiwum Państwowego w Salzburgu , uważa się, że lew w herbie Salzburga pochodzi z herbu Staufów (czarnych lwów z czerwonym uzbrojeniem na złotym polu). Pochodzenie heraldyczne lewego pola herbu nie jest znane . Być może wiąże się z bliskimi związkami rodzinnymi między Hohenstaufami a Babenbergami, czego dowodem jest między innymi postać arcybiskupa Salzburga Konrada Babenberga, sprawującego ten urząd w latach 1164-1168, który był synem Leopolda Babenberga i Agnieszki – wdowy po Fryderyku Hohenstaufie .

### Arcybiskupstwo Salzburga
Najstarsze znane użycie dwudzielnego herbu arcybiskupstwa Salzburga pochodzi z okresu sprawowania urzędu przez Rudolfa Hohenecka w latach 1284–1290, jednak jego użycie rozpowszechniło się dopiero w kolejnym stuleciu . Pierwszym znanym kolorowym przedstawieniem herbu jest ilustracja chorągwi arcybiskupiej w Zürcher Wappenrolle pochodząca z lat 1330/1340. Początkowo herby arcybiskupów koronowane były mitrą biskupią. W okresie nowożytnym pod wpływem mody włoskiej mitrę zastąpiono kapeluszem kardynalskim, co wiązało się z posiadaniem przez arcybiskupów Salzburga jednoczesnego tytułu Legatus natus. Około 1700 roku herby z kapeluszem kardynalskim, skrzyżowanym za tarczą herbową krzyżem, mieczem i pastorałem symbolizującymi władzę duchową, jak i świecką umieszczane były na płaszczu heraldycznym zwieńczonym mitrą książęcą symbolizującym godność księcia Rzeszy (niem. Fürsterzbischof) .

### Księstwo Salzburga
W wyniku wojen napoleońskich doszło do sekularyzacji arcybiskupstwa Salzburga, które w 1803 roku zostało przekazane razem z sekularyzowanymi prepozyturą Berchtesgaden, częścią biskupstwa Pasawy i biskupstwem Eichstätt, dotychczasowemu wielkiemu księciu Toskanii arcyksięciu Ferdynandowi, i podniesione do rangi elektoratu. W tym czasie używany był herb elektorski przedstawiający tarczę pięciodzielną z tarczą sercową. W polu 1. złotym czarny lew, w polu 2. czerwonym pas srebrny - herby Księstwa Salzburga, w polu 3. czerwonym pastorał srebrny - herb Księstwa Eichstätt, w polu 4. srebrnym czerwony wilk - herb Księstwa Pasawy, w polu 5. czerwonym skrzyżowane klucze srebrny i złoty - herb Księstwa Berchtesgaden, tarcza sercowa siedmiodzielna zwieńczona koroną wielkoksiążęcą z polem sercowym, w polu 1. i 2. herb Węgier, w polu 3. herb Czech, w polu 4. herb Tyrolu, w polu 5. herb Toskanii, w polu 6. herb Lotaryngii, w polu 7. herb Habsburgów, w polu sercowym herb Austrii zwieńczony mitrą książęcą. Tarcza otoczona łańcuchami Orderu św. Stefana i Złotego Runa umieszczona była na płaszczu zwieńczonym mitrą książęcą. 
W 1805 roku w wyniku pokoju w Preszburgu Ferdynand otrzymał Wielkie Księstwo Würzburga, na które przeszły uprawnienia elektorskie, a Księstwo Salzburga zostało włączone do Austrii. Kongres wiedeński ostatecznie potwierdził przynależność Księstwa Salzburga do Cesarstwa Austriackiego. Początkowo włączone było w administrację Arcyksięstwo Austrii za Anizą. Dwudzielny herb dawnego arcybiskupstwa Salzburga został włączony do herbu cesarskiego. Dopiero w 1849 roku Księstwo Salzburga wydzielono jako oddzielny kraj koronny. Oficjalnie herb księstwa został potwierdzony Konstytucją Krajową dla Księstwa Salzburga nadanej Cesarskim Patentem z dnia 30 grudnia 1849 roku .

Das Herzogthum Salzburg behält sein bisheriges Wappen und die Landesfarben .

### Kraj związkowy Salzburg
W wyniku zniesienia monarchii austro-węgierskiej dotychczasowy kraj koronny Salzburg stał się krajem związkowym nowo powstałej Republiki Austriackiej. Oficjalnie herb kraju związkowego Salzburg został wprowadzony na mocy Konstytucji Krajowej z 16 lutego 1921 roku . Po inkorporacji Austrii przez III Rzeszę herb był nadal używany, pozbawiony został korony i zmieniono rysy lwa . Po odzyskaniu niepodległości przez Austrię przywrócono historyczną formę herbu z koroną. Mimo że herb był chroniony prawnie również ustawami precyzującymi używanie herbu, dopiero ta z 1989 wprowadziła jako załącznik wzór graficzny zarówno kolorowej, jak i czarno-białej wersji herbu, ostatecznie precyzując jego wygląd .
| Herb Arcybskupstwa Salzburga | Herb Elektoratu Salzburga | Herb Księstwa Salzburga |  |